# カンドンベ
カンドンベとは太鼓を基にしたウルグアイの音楽様式である。カンドンベはモンテビデオのアフリカ系住民によって開始され、バントゥー・アフリカ系のドラムを基に、ヨーロッパ人と、タンゴの息遣いの影響からなっている。2009年、「カンドンベとその社会・文化的空間」がユネスコ無形文化遺産に登録された。

## 起源
カンドンベの起源は南アメリカでの黒人奴隷の時代からの、コンゴ王の行進の儀式だった。
カンドンベはアフリカに起源を持つキューバのソン、トゥンバ、ブラジルのマラカトゥ、コンガーダスといった米州生まれの他の音楽と関連がある。様式は19世紀初頭に進化し、特にエリート達によって脅威だとみなされ、1808年にはエリート達はカンドンベの音楽とダンスの禁止を求めた。

## 楽器と音楽の特徴
カンドンベの音楽はcuerdaと呼ばれるドラマーのグループによって演奏される。樽のような細いドラム、もしくは大きさと機能により特別の名前の付いたタンボール （tamboriles）からなり、それぞれチコ（chico、小さく、高音でテンポの基準）、レピーケ（中ぐらい、シンコペーションと即興）、ピアノ（大きく、低音、4ビートのアクセント）である。より大きいドラムにバホ、またはボンボ（とても大きく、重低音で、4ビートのアクセント）がかつてあったが、現在は使われていない。クエルダは最低でも3人のドラマーを必要とする。最大のクエルダは50人から100人ほどのドラマーを擁する。
タンボールは木と動物の皮からなり、演奏の前に数分ロープか火でチューニングされる。腰にtaligまたはtalínと呼ばれるショルダーストラップで括り付けられ、演奏の際は片方にスティックを持ち、片方は手で叩く。
カンドンベのリズムの鍵はクレーブ（3-2拍子）である。ドラムの脇で"hacer madera"（「木を作る」の意）と呼ばれる行動がなされる。

## パフォーマンス
フル・カンドンベ・グループは、集合的にcomparsa または candomberaとして知られ、ムラータとして知られる女性のダンサーのグループが、特徴あるダンスやストック・キャラクターと共に、クエルダを形成する。
ストック・キャラクターは
- La Mama Vieja （"古い母"）、女家長
- El Gramillero （"医者"）、ママ・ビエハの夫、健康と幸福に対応
- El Escobero or Escobillero （"杖持ち"）、新しい道と未来への可能性を創造するために使う長い魔法の杖を持つ。

カンドンベはモンテビデオの中心付近の路上で、定期的に日曜の晩と他の多くの機会に行われ、特に1月6日、12月25日、及び1月1日に大きく行われる。ウルグアイのカルナバルの期間には全てのコンパルサ、80人から90人を擁す、ラス・シャマーダス（呼ぶもの）と呼ばれる大きなカーニバルのパレードに参加し、夏の劇場の公式の大会で互いに競い合う。
ラス・シャマーダスの間には、コンパルサのメンバーは音楽の歴史的なルーツ、つまり奴隷貿易を反映したサンハットと黒いフェイスペイントのような衣装に身を包む。賞金はささやかだが、大切なのは楽しむことや、自尊心、他者からの尊敬である。